# توميسلاف (ملك كرواتيا)
توميسلاف (بالكرواتية: Tomislav) أو تاميسكلاوس (باللاتينية: Tamisclaus) هو أول ملوك كرواتيا. صار دوقًا لكرواتيا نحو سنة 910 م، ثم ارتقى إلى مرتبة الملك بحلول سنة 925، وظل ملكًا حتى توفي نحو سنة 928 م، ويرجع سبب عدم دقة تواريخ ارتقاء توميسلاف للعرش ووفاته إلى ندرة المصادر التي تحدثت عنه.
كان توميسلاف أول كرواتي تضفي عليه البابوية لقب الملك، وقد دخلت كرواتيا في عهده في تحالف مع البيزنطيين أثناء صراعهم مع الإمبراطورية البلغارية، التي نشبت لاحقًا بينهم وبين الكروات حرب انتهت بانتصار حاسم للكروات في معركة المرتفعات البوسنية سنة 926.
كما دخلت كرواتيا في صراعات عديدة مع جارتها الشمالية إمارة المجر، ونجحت في الحفاظ على حدودها بل وتوسعت بقدر ما على حساب دوقية بانونيا المنحلة.
في سنة 925 م، حضر توميسلاف مجلس كنيسة سبليت، الذي اجتمع بدعوة من البابا يوحنا العاشر لبحث استخدام اللغة السلافية في الطقوس الدينية وفي إنفاذ سلطة الكنيسة على كرواتيا وثيمة دالماسيا البيزنطية. ورغم سعي البابا لمنع استخدام اللغة السلافية في الطقوس الدينية، إلا أن المجلس لم يوافقه، أما السلطة الكنسية فقد مُنحت لكبير أساقفة سبليت بدلًا من الأسقف الكرواتي غريغور نينسكي.
وقد حفل عصر خلفاء توميسلاف بالحروب الأهلية، مما أدى شيئًا فشيئًا إلى إضعاف البلاد.

## معرض صور

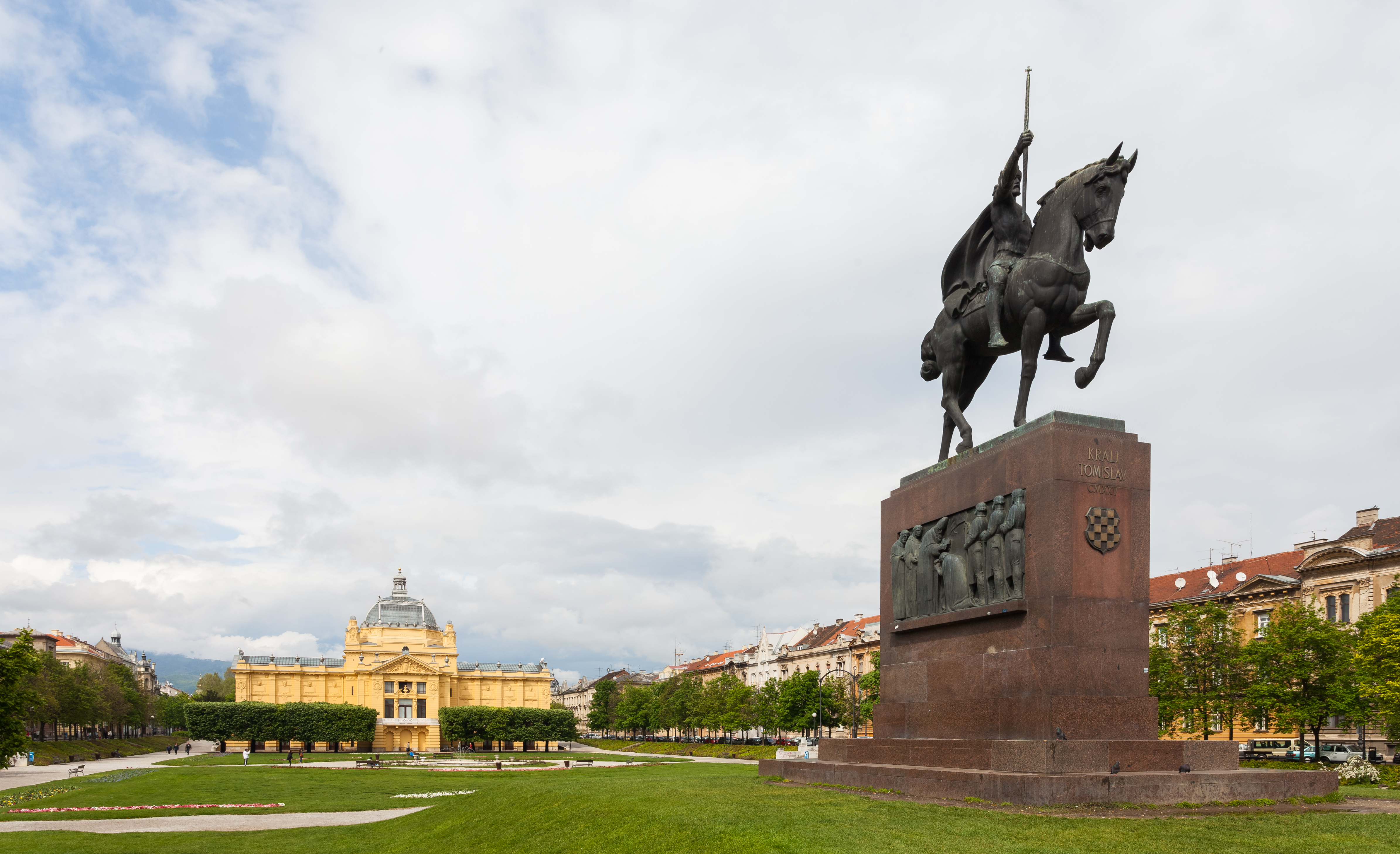
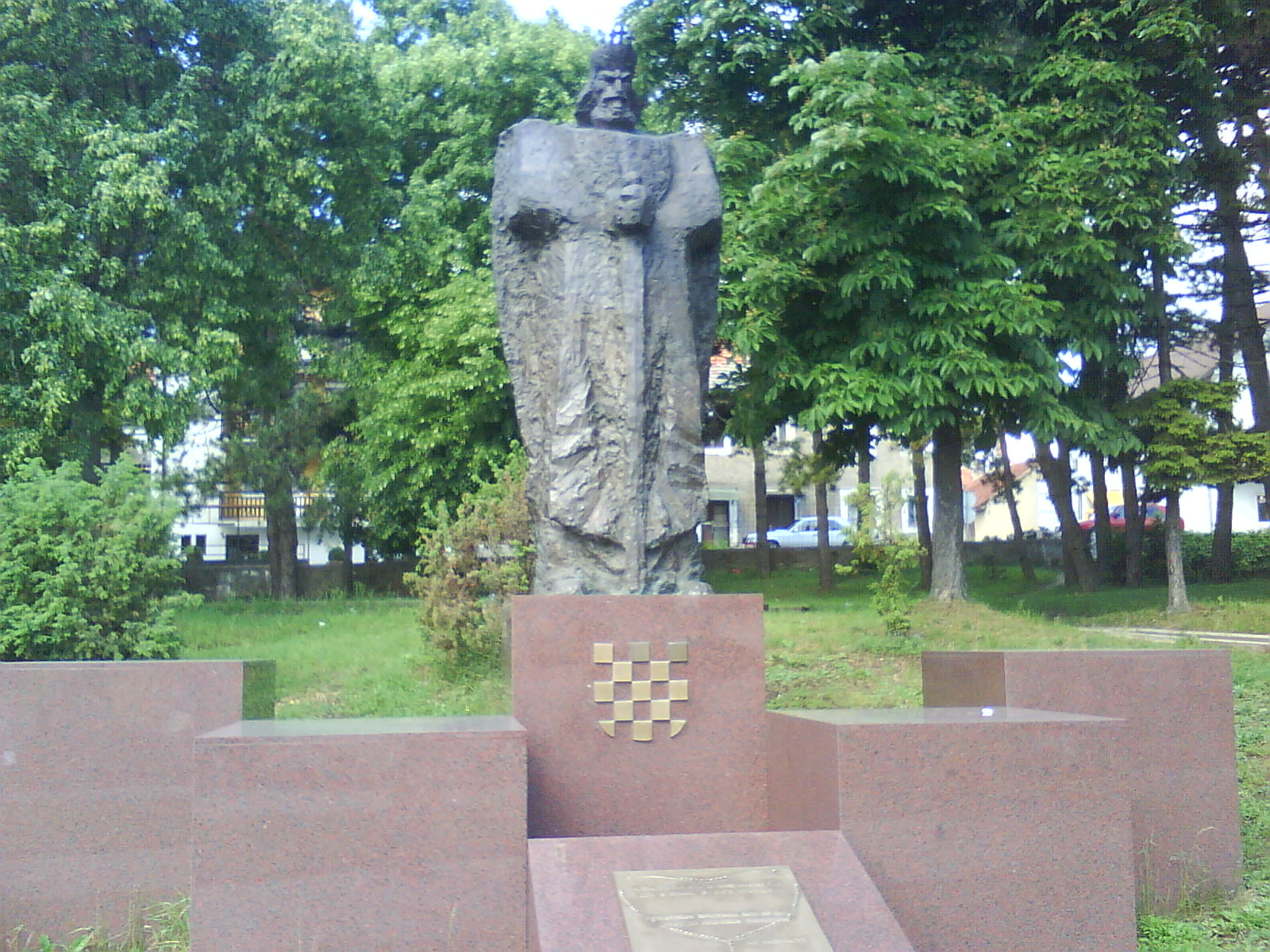
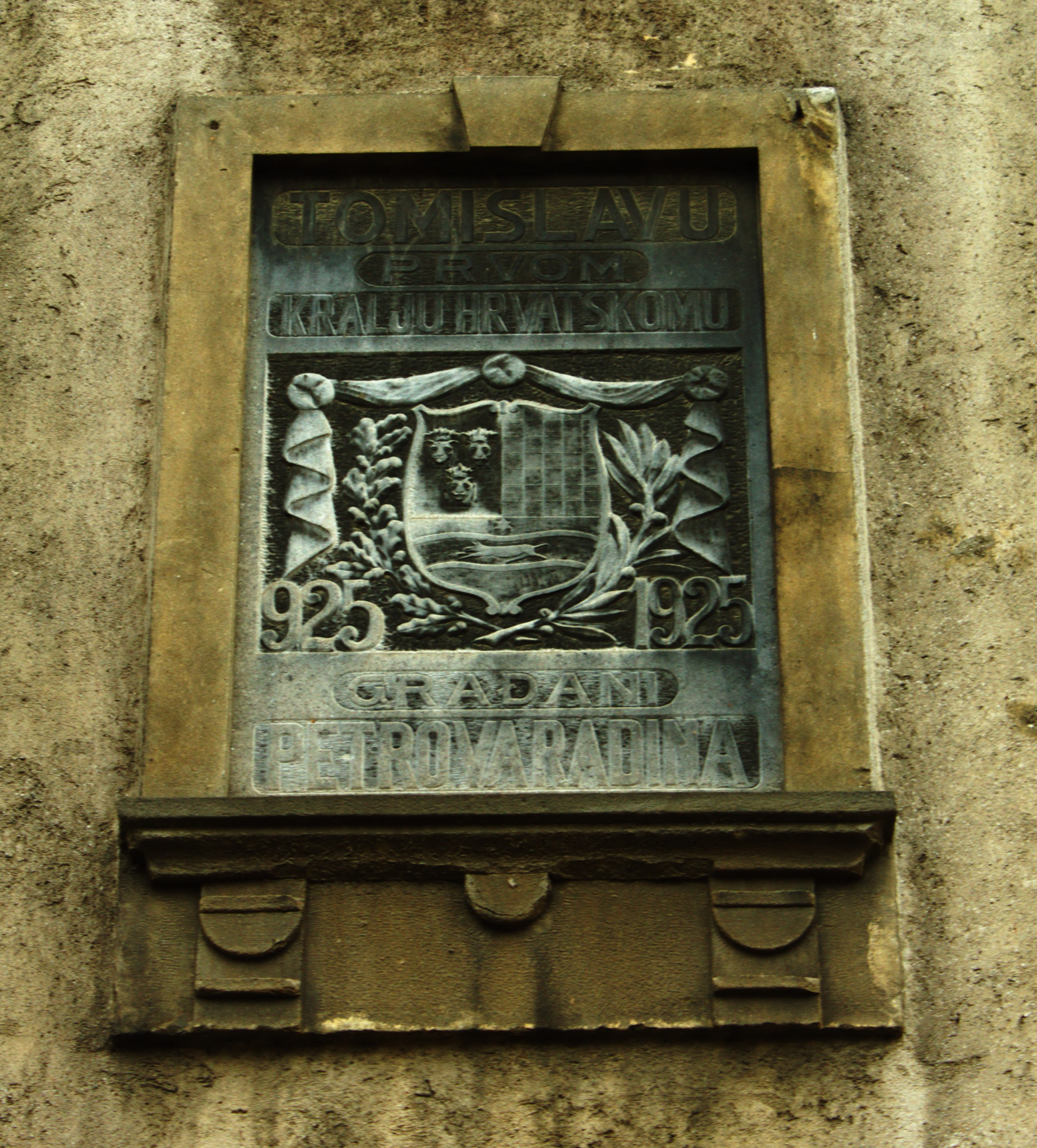
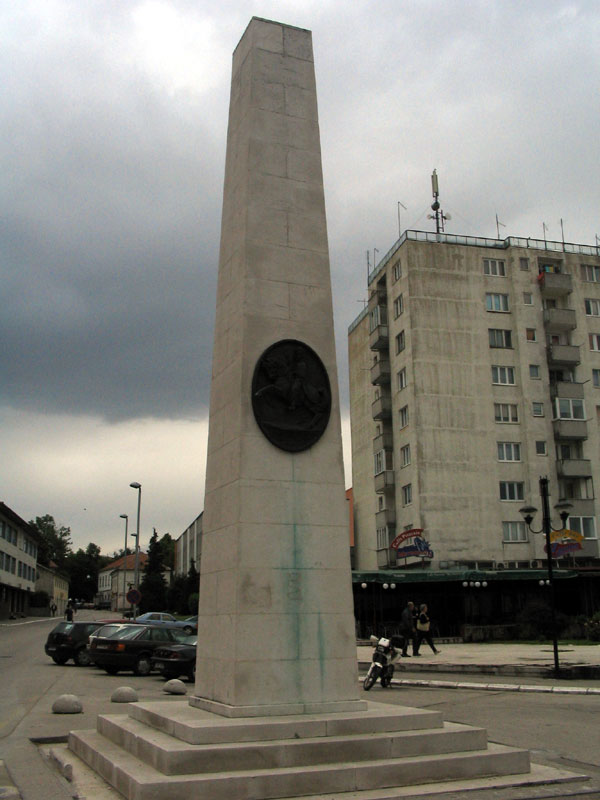
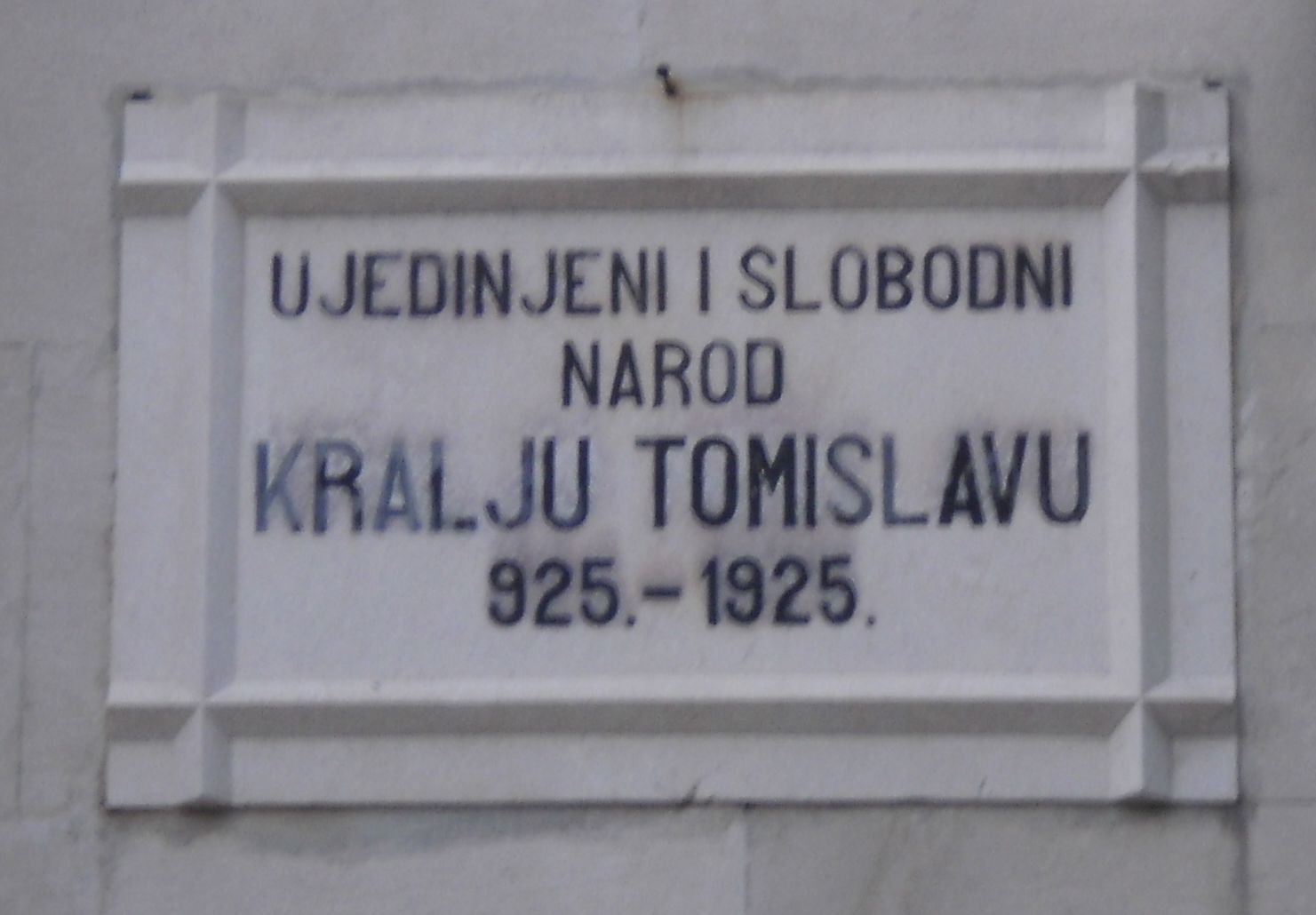